# Kacper Żuk
Kacper Żuk (* 21. Januar 1999 in Nowy Dwór Mazowiecki) ist ein polnischer Tennisspieler.

## Karriere
Auf der Tour der Junioren kam Żuk bis auf Platz 21 im März 2016. Bei allen vier Grand-Slam-Turnieren spielte er. Im Einzel kam er nie über die zweite Runde hinaus. Im Doppel war er ungleich erfolgreicher: 2016 kam mit seinem Landsmann Piotr Matuszewski ins Viertelfinale, ein Jahr später schieden sie erst im Halbfinale aus.
2016 versuchte er schon die Transition zu den Profis. In diesem Jahr konnte er im Doppel bereits drei Titel der ITF Future Tour gewinnen. 2017 gewann er einen weiteren, 2018 zwei weitere Titel. Zudem konnte Żuk in Sopot sein erstes Challenger-Match gewinnen. Im Einzel zog er Ende 2016 in sein erstes Future-Halbfinale ein, sein zweites erreichte er erst Anfang 2019, als er auch seinen ersten Titel gewann. Im selben Jahr gewann er noch, genauso wie im Folgejahr, zwei Titel. Das Jahr 2019 konnte er schon auf Platz 450 der Tennisweltrangliste beenden, 2020 steigerte er seinen Einzel-Bestwert auf Rang 276 im September des Jahres. Seinen bislang größten Erfolg schaffte er im Februar in Calgary, als er beim dortigen Challenger das Halbfinale erreichte, wo er Arthur Rinderknech unterlag. Auf dem Weg dorthin besiegte er u. a. mit Vasek Pospisil das erste Mal einen Top-100-Spieler. Im Doppel war sein Best Ranking nach je drei Future-Titeln 2019 und 2020 im März 2020 mit Rang 322.
Für sein Land Polen spielte Żuk Anfang 2020 den ATP Cup, wo er in zwei Begegnungen im Einzel eingesetzt wurde. Gegen Marin Čilić hielt er stark mit und verlor letztlich knapper als erwartet mit 6:7, 4:6. Gegen den Österreicher Dennis Novak (ATP 108) konnte er in drei Sätzen gewinnen. Polen schied dennoch als Dritter der Vorrunde aus.

## Erfolge
| Legende (Anzahl der Siege)  |
| Grand Slam                  |
| ATP World Tour Finals       |
| ATP World Tour Masters 1000 |
| ATP World Tour 500          |
| ATP World Tour 250          |
| ATP Challenger Tour (1)     |

### Einzel

#### Turniersiege
| Nr. | Datum          | Turnier | Belag | Finalgegner     | Ergebnis |
| --- | -------------- | ------- | ----- | --------------- | -------- |
| 1.  | 18. April 2021 | Split   | Sand  | Mathias Bourgue | 6:4, 6:2 |